# 43-я гвардейская пушечная артиллерийская бригада
43-я гвардейская пушечная артиллерийская Запорожско-Одесская ордена Ленина Краснознамённая орденов Суворова и Кутузова бригада — артиллерийское соединение сухопутных войск РККА во время Великой Отечественной войны.

## История

### Боевой путь
Сформирована в мае 1944 года на 3-м Украинском фронте. В её состав вошли 99-й Запорожский Краснознамённый, 170-й гвардейский Одесский Краснознамённый пушечные артиллерийские полки и 8-й отдельный гвардейский разведывательный артиллерийский дивизион. После сформирования получила наименование — 43-я Запорожско-Одесская Краснознамённая гвардейская пушечная артиллерийская бригада и была включена в 8 гвардейскую армию, в которую входила до конца войны.
В составе 3-го Украинского фронта участвовала в боях по расширению плацдарма на реке Днестр в районе Бутор-Ташлык (Молдавская CСР). В июне 1944 была перегруппирована в район город Ковель и вместе с армией передана 1-му Белорусскому фронту.
В Люблин-Брестской наступательной операции мощным и метким огнём успешно уничтожала огневые средства, живую силу и укрепления противника при прорыве армией его обороны западнее города Ковель и овладении 24 июля 1944 года крупным узлом дорог города Люблин, за что награждена орденом Суворова 2-й степени (9.8.1944).
В начале августа с высокой боевой эффективностью выполнила задачи артиллерийского наступления при форсировании реки Висла частями 4-го и 20-го гвардейских стрелковых корпусов. Командиры артиллерийских дивизионов и батарей бригады, находясь в боевых порядках пехоты, умело корректировали огонь своих подразделений, которые нанесли вражеским войскам большие потери. 16 августа бригада в районе 15 км восточнее Варки переправилась на левый берег реки Висла и во взаимодействии со стрелковыми и танковыми соединениями и частями армии вела боевые действия по расширению Магнушевского плацдарма. 
В Висло-Одерской операции её части эффективно поддерживали огнём наступление 4-го гвардейского стрелкового корпуса.
За образцовое выполнение боевых задач при вступлении на территорию фашистской Германии и проявленные личным составом доблесть и мужество награждена орденом Ленина (5.4.1945).
6 февраля части бригады форсировали реку Одер в районе Киц и в течение почти 2 месяцев участвовали в напряжённых боях по ликвидации предмостных укреплений противника в районе города Кюстрин и расширению плацдарма, захваченного войсками армии на левом берегу реки. В ходе этих боёв бригада успешно выполнила задачи по огневой поддержке соединений 8-й гвардейской и 5-й ударной армий при овладении ими городом (12 марта) и крепостью (30 марта) Кюстрин.
В Берлинской наступательной операции мощными огневыми ударами она сокрушала оборону противника на подступах к столице фашистской Германии, прокладывала путь пехоте и танкам 29-го гвардейского стрелкового корпуса на улицах Берлина.
За образцовое выполнение заданий командования в этой операции, и в частности при штурме Берлина, награждена орденом Кутузова 2-й степени (11 июня 1945 года).
В ходе Великой Отечественной войны за мужество и доблесть, проявленные в боях с немецко-фашистскими захватчиками, 757 воинов бригады были награждены орденами и медалями.

## Состав
- В состав бригады вошли 2 гаубичных, пушечный и разведывательный артиллерийские дивизионы.

## Подчинение
- Входила в состав 8-й гвардейской армии

## Командование
- С момента формирования и до конца войны бригадой командовал гвардии полковник  Кобрин, Пантелеймон Алексеевич

## Почётные наименования и награды
- Звание «Гвардейская» (май 1944) — при формировании (по наследству от 170 гв. пап, полученного 10.04.1943).
- «Запорожская» (май 1944) — при формировании (по наследству от 99 гв. пап)
- «Одесская» (май 1944) — при формировании (по наследству от 170 гв. пап, полученного 20.04.1943).
- (5 апреля 1945) — за образцовое выполнение задания командования при вторжении в пределы Бранденбургской провинции.
- — орден Красного Знамени (май 1944) — при формировании (по наследству от 99 гв. пап, полученного 20.04.1944).
- (9 августа 1944 года) — за образцовое выполнение заданий командования в боях при прорыве обороны немецко-фашистских войск западнее г. Ковель и овладении 24 июля 1944 года крупным узлом дорог г. Люблин и проявленные при этом доблесть и мужество.
- (11 июня 1945 года) — за образцовое выполнение заданий командования в Берлинской операции, и, в частности, при штурме Берлина.